# NGC 3787
NGC 3787 é uma galáxia lenticular (S0) localizada na direcção da constelação de Leo. Possui uma declinação de +20° 27' 18" e uma ascensão recta de 11 horas, 39 minutos e 38,1 segundos.
A galáxia NGC 3787 foi descoberta em 10 de Maio de 1864 por Heinrich Louis d'Arrest.